# Cayos Miskitos
Cayos Miskitos je název skupiny ostrovů při severním karibském pobřeží Nikaraguy, které jsou součástí nikaragujského autonomního kraje Atlántico Norte. Největším z ostrovů je Cayo Miskito, další významnější jsou Cayo Maras, Cayo Nasa a Cayo Morrison Denis.
Cayos Miskitos jsou jedinečným ekosystémem zahrnujícím jednak suchozemskou faunu a floru, ale i podmořskou. Nacházejí se zde korálové útesy, podmořské louky vodní trávy (anglicky Seagrass) či mangrovové porosty. Z živočichů zde žijí např. kareta obrovská, krokodýl americký, ocelot velký, jaguár americký, vydra jihoamerická, čáp jabiru, hoko proměnlivý či ara zelený.
V roce 1991 vyhlásila nikaragujská vláda biosférickou rezervaci „CAYOS MISKITOS Y FRANJA COSTERA INMEDIATA“, která je zároveň i rasmarským mokřadem. Ta zahrnuje kromě samotných ostrovů a přilehlého moře i pás pobřeží Nikaraguy široký 20 km, který se táhne od hranic s Hondurasem až k městečku Wauhta.